# دييغو هيريرا
دييغو هيريرا (بالإسبانية: Diego Herrera)‏ (20 أبريل 1969 في الإكوادور - ) هو لاعب كرة قدم كولومبي والإكوادور في مركز الهجوم. شارك مع منتخب الإكوادور لكرة القدم. أما مع النوادي، فقد لعب مع برشلونة جواياكويل وليغا دي كيتو ونادي برشلونة ونادي ديبورتيفو إل ناسيونال.

## وصلات خارجية
- دييغو هيريرا على موقع قاعدة بيانات كرة القدم.إي يو (الإنجليزية)
- دييغو هيريرا على موقع ناشيونال فوتبول تيمز (الإنجليزية)